# Zimní spoušť

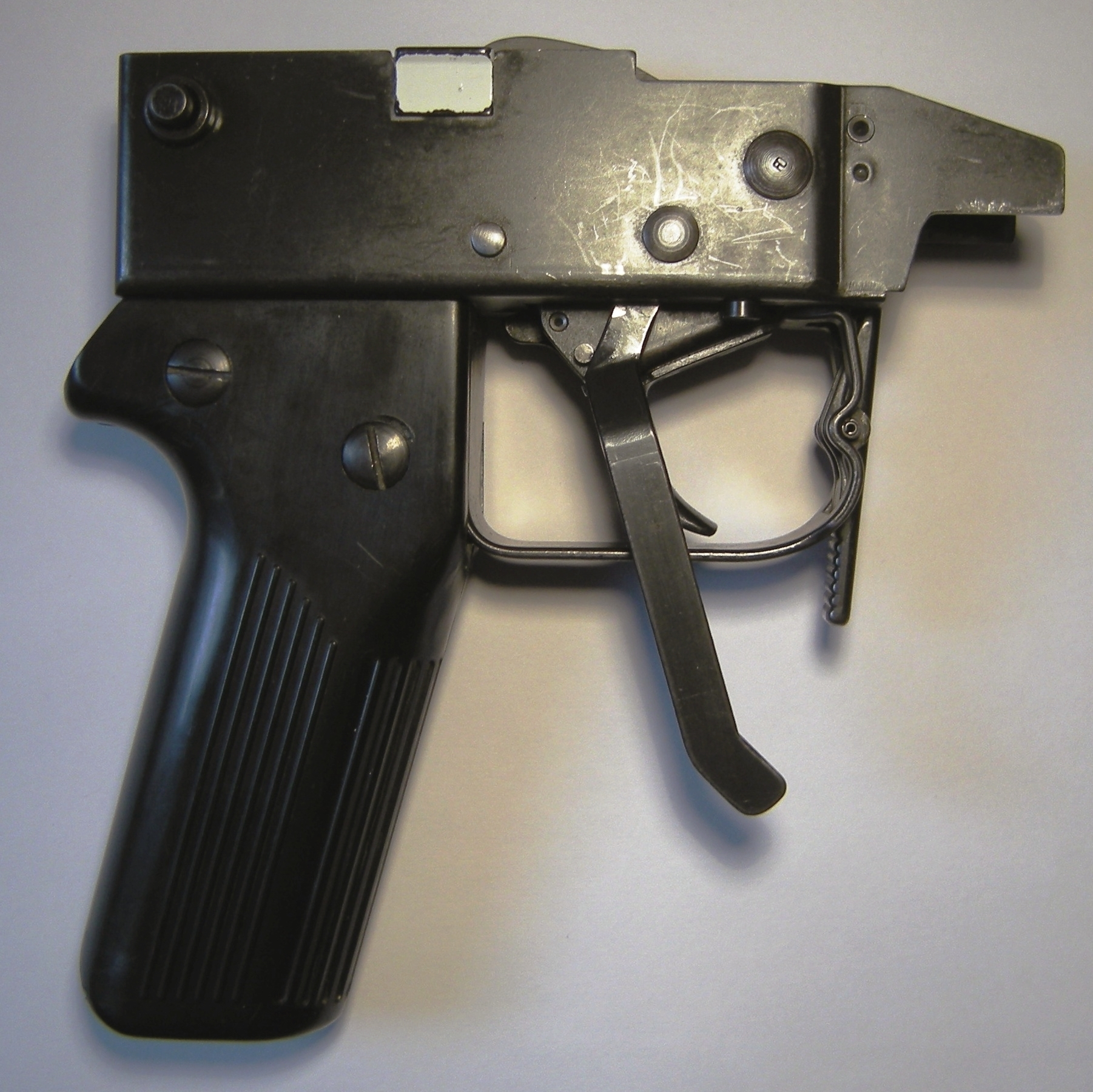
zimní spoušť na SIG SG 510

Zimní spoušť (angl. winter trigger) je konstrukční prvek střelné zbraně, který střelci umožňuje stisknutí spouště v rukavicích a tím zlepšuje komfort střelce v silných mrazech. Zimní spoušť používaly nebo používají různé armády světa, vždy se ale jednalo spíše o raritní záležitost, která se vyráběla v menších množstvích a dnes se s nimi dá setkat výjimečně. Dnešní zbraně mají většinou prostornější lučík, který nebrání použití taktických rukavic, nebo se setkáme s výrazným zvětším lučíku tzv. (angl. winter trigger guard) či možností sklopení lučíku jako u AR-15.

## Popis
Zimní spoušť může mít podobu páčky, která se připíná ke spoušti nebo se může připojovat k lučíku. V průběhu roku 1942 zavedla německá armáda pro ostřelovače zimní spoušť, která vkládala do lučíku pušky Karabiner 98k, později byla zavedena i obdobná pro samopal MP 40. Dalším příkladem je adaptér na pušku M1 Garand, který americká armáda zavedla během války v Koreji.